# 元簡
元簡（460年—499年2月22日），字叔亮，河南郡洛阳县（今河南省洛阳市东）人，魏文成帝拓跋濬第五子，生母沮渠夫人。

## 生平
元簡在太和五年（481年）被封為齊郡王，擔任中都大官。元簡的性格樣貌非常類似外祖父沮渠牧犍。後轉任內都大官。曾與孝文帝一同到皇信堂朝見文明太后，元簡是太后的子姪輩，因此站在皇帝元宏的右邊，行家人之禮。太和十五年（491年）遷為太保。
孝文帝個性仁孝，當時諸叔父相繼過世，存者只剩元簡，每次相見，站立以等待；到就坐之時，向他致敬拜伏並問其起居。元簡個性愛好飲酒，不能理公私之事。他的妻子常氏，為文明太后賜婚給元簡。常氏幹練，能料理家事，常節制元簡飲酒。元簡因此偷竊酒來喝，或乞求婢侍，至死也不能禁酒。太和二十三年岁在己卯正月戊寅朔廿六日癸卯（499年2月22日）去世，虚岁四十。當時孝文帝病重，下詔曰：「叔父薨背，痛慕摧絕，不自勝任。但虛頓床枕，未堪奉赴，當力疾發哀。」諡號靈王。宣武帝時，改諡號為順。

## 家庭

### 夫人
- 遼西常氏，燕郡公常喜之女

### 兒子
- 元演，长子，北魏中垒将军、卫尉少卿[2]
- 元祐，涇州刺史、齊郡王
- 元某，元子永之父[3]
- 元某，元禮之之父[4]
- 元琛，過繼叔父拓跋若，襲封爵河間王

## 延伸阅读
[在维基数据编辑]
 《魏書/卷20》，出自魏收《魏书》
 《北史/卷019》，出自李延壽《北史》